# Lopatnik pri Velenju
Lopatnik pri Velenju – wieś w Słowenii, w gminie miejskiej Velenje. W 2018 roku liczyła 70 mieszkańców. 